# ليمور فأري قزم
الليمور الفأري القزم هو ثاني أصغر ليمور فأري، ويزن من 43–55 غ (1.5–1.9 أونصة). يوجد فقط في مدغشقر.